# كريستيان هومبيرتو مارتينيز
كريستيان هومبيرتو مارتينيز (بالإسبانية: Christian Humberto Martínez)‏ هو لاعب كرة قدم مكسيكي، ولد في 22 أكتوبر 1990.